# Plectocynips
Plectocynips (лат.) — род орехотворок из семейства Figitidae. Неотропика (Чили). 3 вида.

## Описание
Усики нитевидные, состоят из 13 члеников у самок и из 19 — у самцов (Plectocynips longicornis). Имеют экстремально длинные шпоры задних голеней. Самки имеют удлинённый 7-й стернит, а их брюшко сплющенное с боков. Скутеллярные ямки присутствуют. Окраска в основном чёрная, ноги светлее. Паразитоиды других орехотворок из рода Paraulax (Cynipidae: Pediaspidini), выведенные из галлов южного бука (Nothofagus, Fagaceae) (Ronquist & Nieves-Aldrey, 2001), а также ассоциированы с видами Aditrochus (Chalcidoidea: Pteromalidae: Ormocerinae).

## Систематика
3 вида. Ранее входил в состав подсемейства Thrasorinae Kovalev, 1994. В 2007 году на основе рода Plectocynips испанские энтомологи Палмира Рос-Фарре (исп. Palmira Ros-Farré) и Х. Пуяде-Виллар (Juli Pujade-Villar; University of Barcelona, Барселона) выделили новое подсемейство орехотворок Plectocynipinae Ros-Farré & Pujade-Villar, 2007 в составе семейства Figitidae.
- Plectocynips lago Buffington and Nieves-Aldrey, 2011[2]
- Plectocynips longicornis Diaz, 1976typus
- Plectocynips pilosus Ros-Farré, 2002[4]